# Секст Аниций Фауст Павлин
Секст Аниций Фауст Павлин (на латински: Sextus Anicius Faustus Paulinus) е политик и сенатор на Римската империя през първата половина на 4 век.

## Биография
Произлиза от фамилията Аниции и е син на Марк Юний Цезоний Никомах Аниций Фауст Павлин (консул 298 г.) и на Амния Деметриас (* 245 г.), дъщеря на Тиберий Клавдий и Флавия. Брат е на Амний Аниций Юлиан (консул 322 г.). Той е баща или чичо на Амний Маний Цезоний Никомах Аниций Павлин (консул 334 г.).
Той е проконсул на провинция Африка. През 325 г. Павлин е консул до май месец заедно с Валерий Прокул и след това със суфектконсулa Юлий Юлиан. Между 331 и 333 г. той е praefectus urbi на Рим.